# Tractatus de iuribus incorporalibus

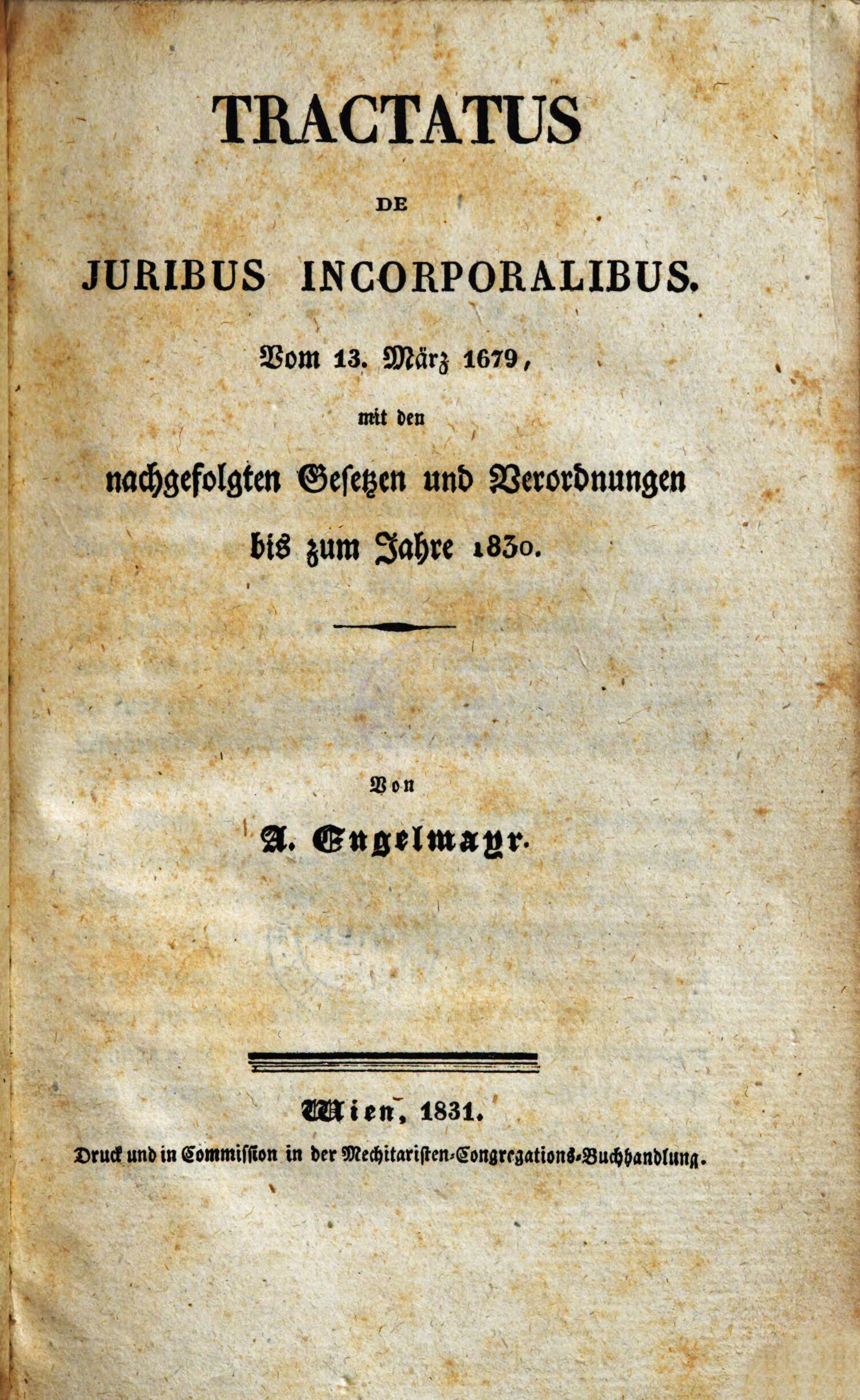
Der Tractatus wurde auch 152 Jahre nach der ersten Publikation als wichtiges Werk betrachtet: Titelblatt der Ausgabe 1831

Der Tractatus de iuribus incorporalibus (teilweise abgekürzt als Tji) ist ein juristisches Regelwerk aus dem 17. Jahrhundert. Er entstand im Herrschaftsbereich der Habsburger in Österreich und betrifft hauptsächlich Rechte und Pflichten der Grundherrschaften und ihrer Untertanen, hat aber auch zwei Abschnitte zum Strafrecht und enthält einen umfangreichen Abschnitt über Grundstücke sowie die damit verbundenen Rechte und Verfahren. Der Tractatus entstand in der Regierungszeit Kaiser Leopolds I. zunächst für das Kerngebiet seines Herrschaftsbereichs in Niederösterreich im Erzherzogtum Österreich. Das Werk ist mit 13. März 1679 datiert und wurde am 29. April 1679 in Anwesenheit von Vertretern der Stände promulgiert, nachdem die ersten beiden Teile bereits am 19. Juni 1673 kundgemacht worden waren.

## Entstehung
Der Tractatus wird nicht als neues Werk, sondern als Ergebnis früherer Arbeiten betrachtet; auch Aufzeichnungen über Grundstücke (Urbare, Gültbücher) gab es in verschiedenen Formen schon vor ihm. Er wird auf Vorarbeiten von Wolfgang Püdler für einen Landtafelentwurf aus dem Jahr 1573 zurückgeführt. Dieser Entwurf erhielt mehrere Überarbeitungen, 1654 entstand die „Kompilation der vier Doktoren“, die ebenfalls nicht in Kraft trat. Der Text des Tractatus findet sich in diesem Entwurf (Landrechtsentwurf 1654) wieder. Der Tractatus gilt als aus dieser Entwicklung entstandenes selbständiges Gesetz. Er beruft sich allerdings an einigen Stellen auf Gesetze, die Entwürfe blieben und nie in Kraft traten.
Es gibt aus der Entstehungszeit des Tractatus keine begleitenden Erläuterungen. Nähere Informationen über seine Entstehung und damit die Herkunft seines Inhaltes sind allerdings im Anmerkungsapparat zum Landrechtsentwurf 1654 zu finden, die Vorgeschichte ist zurück bis zum Banntaiding von Wildenhag 1454 publiziert. Weitere Quellen zur Entstehungszeit des Tractatus und dessen Vorgeschichte nennt eine Publikation zum oberösterreichischen Landrechtsentwurf 1609.
Der Tractatus wird zu den Werken gerechnet, durch die die wirtschaftliche Entwicklung der Landwirtschaft insgesamt verbessert werden sollte. Bauernaufstände, z. B. in Oberösterreich, hatten gezeigt, dass Freiräume und berechenbare Belastungen für die Bauern notwendig waren (damit auch Erleichterungen bei der Robotbelastung, Nachvollziehbarkeit der Grundstücksbestände usw.). Als Motiv der Aufstände galt u. a. die Forderung der Bauern, „… zu ihrem Recht zu kommen  …“, womit die früheren, aber nicht immer schriftlich vorhandenen Regeln des örtlichen Gewohnheitsrechts gemeint waren, die durch das neue, gemeine römische Recht überlagert zu werden drohten. Diese Forderung traf auf gleich gerichtete finanzielle und politische Interessen des Staates (repräsentiert durch das Herrscherhaus): Für den Staat (den Kaiser) galt es, die Leistungsfähigkeit des Bauernstandes zu erhalten, weil dessen Arbeit wichtige Basis für Steuern war und aus der bäuerlichen Gesellschaftsschicht (eine Arbeiterschicht gab es damals noch nicht) auch die Masse der Soldaten stammte. Grund und Boden bzw. dessen Erträge waren das Hauptsteuerobjekt, das  möglichst ertragreich verwaltet werden sollte. Die Sozialpolitik dieser Zeit war in einer Dienstanweisung des Kaisers enthalten, in der die Hofkammer u. a. angewiesen wurde, Beschwerden über zu große Bedrückungen wohlwollend anzunehmen und abzustellen. Der Kaiser wandte sich auch gegen exzessive Bestrafungen geringfügiger Vergehen.
Zum zeitlichen Hintergrund gehören die Pestepidemie 1679 in Wien, die militärische Bedrohung aus dem Gebiet von Ungarn durch den Kuruzen-Aufstand 1678–1682 und die Expansion des Osmanischen Reichs, mit dem zwar seit 1662 ein Friedensvertrag auf 20 Jahre bis 1682 bestand, dessen Verlängerung aber nicht gesichert war (was letztlich zur Zweiten Wiener Türkenbelagerung 1683 führte). Dazu kamen die Unsicherheiten aus der Politik Ludwig XIV. von Frankreich.
Der Kaiser als Landesfürst ging auf seinen Kammergütern mit großzügigeren Regeln voran und versuchte auch die geistlichen und weltlichen Grundherrschaften zu motivieren. Der Erfolg war unterschiedlich, für manche geistlichen Grundherrschaften konnte die Aussage bestätigt werden „… unter dem Krummstab ist gut leben“. Der Tractatus enthielt nur wenige konkrete Obergrenzen für bäuerliche Leistungen (z. B. die Robot-Obergrenze von 12 Tagen für Inleute ohne Grundbesitz), wohl aber die Begrenzung nach Billigkeit und Klagsmöglichkeiten gegen zu große Belastungen. In dieser Situation war der Wunsch des Herrscherhauses begründet, die eigene Gewalt über das Volk (im Gegensatz zu den feudal-patrimonialen grundherrschaftlichen Obrigkeitsstrukturen) zu stärken. Vor diesem Hintergrund wird der Tractatus als erstes großes österreichisches Bauernschutzgesetz bezeichnet und als Teil der Bauernschutzgesetzgebung gesehen. Er wird einerseits als Beitrag zur Stärkung des Herrscherhauses bewertet, andererseits war er Beitrag zur Entwicklung der Befreiung der Bauern in wirtschaftlicher, persönlicher und politisch-staatsrechtlicher Hinsicht. Das unterstützte den Merkantilismus, für den die staatliche Einheit eine wesentliche Rahmenbedingung war.
Der Name des Tractatus wurde nach dem Sprachgebrauch seiner Entstehungszeit zunächst auf das römische Recht zurückgeführt, wo Eigentum als jus corporale und die übrigen Rechte als jura incorporalia bezeichnet worden waren. Danach wurde allerdings die Ansicht vertreten, dass zum Verständnis der jura incorporalia und ihres Besitzschutzes die deutschrechtliche Anschauung von der Gewere heranzuziehen sei. Vor diesem Hintergrund kann die Bezeichnung als Abhandlung über unkörperliche Rechte verstanden werden, wobei aber keinesfalls das aktuelle Immaterialgüterrecht gemeint ist. Die unterschiedliche Schreibweise des Wortes „juris“ oder „iuris“ hat keine Bedeutung, ebenso die Bezeichnung als „Tractatus de iuris incorporalibus“.

## Gliederung und Inhalt
Das Werk hat 18 Teile (Titel), die nach dem Sprachgebrauch seiner Entstehungszeit als Titul bezeichnet werden. Diese Abschnitte sind ihrerseits in Paragrafen gegliedert, die mit  dem §-Zeichen bezeichnet sind. Randnotizen nennen die Schwerpunkte der jeweiligen Passagen (die Themen sind hier nur auszugsweise genannt).
Der 1. Titel behandelt das Patronat (als „geistliche Lehenschaft“ bezeichnet), mit dem Verfahren beim Vorschlagsrecht und dem Recht des verarmten Patrons auf Unterhalt.
Der 2. Titel beschäftigt sich mit den Vogteien, bei denen nach Erb-Vogteien (unbefristet) und Bett-Vogteien, die befristet sind, unterschieden wird. Die Kirchenaufsicht umfasst auch die Abhaltung vorher angekündigter öffentlicher Versammlungen, bei denen Mängel aufgezeigt werden können (§ 6).
Der 3. Titel betrifft die Verwaltungsorganisation auf der Ebene der Dörfer, die Rechte erhielten, die in früheren Zeiten den Vögten zukamen. Die Dorf-Obrigkeit ist zur Aufrechterhaltung von Ruhe und Ordnung zuständig, so für die Bestrafung von Raufhändeln etc. außerhalb des Dachtraufes auf öffentlichen Plätzen (niedere Gerichtsbarkeit, § 3), für die Marktordnungen, die Gewährung von Ausschankrechten, die Obsorge für Rauchfänge, zur Erhaltung der Wege, Brücken etc. und für alles, was zur Erhaltung des allgemeinen Lebens in einem Dorf notwendig ist (§ 1). Damit wurde die Frage, ob neben der Grund- und Vogt-Obrigkeit noch eine eigene Dorfobrigkeit anzunehmen sei, zugunsten letzterer gelöst. Das vereinfachte deutlich die allgemeine Organisation in den Dörfern, weil damit ein geschlossenes Verwaltungsgebiet entstehen konnte. Die früher zuständigen Grundherrschaften bzw. Vogteien waren nach den einzelnen Bauern(-höfen) und anderen zinspflichtigen Häusern gegliedert, sodass selbst benachbarte Hofstellen in einem Dorf sehr verschiedenen Grundherrschaften angehören konnten, die noch dazu nicht selten weit entfernt und auseinander liegende Verwaltungssitze hatten. Das erschwerte allgemein staatliche Verwaltungsabläufe sehr (Steuereinhebung, Soldatenaushebung etc.), das dadurch entstehende „Vermischen der Untertanen“ sollte schon aus administrativen Gründen zurückgedrängt werden.
Der 4. Titel behandelt die Rechtsstellung der Grundherrschaft. Sie erhält die Robotdienste und andere Leistungen der Untertanen wie Sterbe- und Abfahrtsgeld, wenn auch in der Grenze zumindest der Billigkeit. Die Grundherrschaft ist auch für die Einhebung der Steuern zuständig. Der Tractatus verbietet, beim Tod einer Person das beste Stück von Verstorbenen (Besthaupt, Bestgewand usw.) einzuziehen, es sind allerdings nach Schätzung des Vermögens drei Kreuzer pro Gulden einhebbar (§ 5). Die Beschäftigung der Kinder von Untertanen, besonders von Waisen, durch den Grundherrn wird rechtlich beschränkt („Waisenjahre“, drei Jahre, als Dienstboten zu halten, nicht wie Leibeigene, gegen gebührende Kost und Lohn, § 7). Wenn es sich um Waisen handelt, können sie bis zum 14. Lebensjahr gegen Unterhalt und Kleidung beim Grundherren leben bzw. in Dienst stehen und sind danach noch drei Jahre gegen gebührenden Lidlohn zu dienen verpflichtet (§ 8). Es werden auch Heiratserleichterungen geschaffen (bereits über 100 Jahre vor der Aufhebung der Leibeigenschaft unter Joseph II. 1781).
Die Führung der Grundstücksverzeichnisse (Grundbücher) wird den Grundherrschaften mit umfangreichen Detailregeln in den Paragraphen 9 bis 26 übertragen. Dieser Abschnitt enthält auch eine eigene Gebührenordnung und wird als Grundlage des späteren Grundbuchsrechts gesehen (speziell als Grundlage des Grundbuchpatentes von 1765). Der Tractatus sieht Eintragungen im Grundbuch vor, sodass damit der Grundbesitz öffentlich fixierbar wurde. Weiters wurden damit die massiven Hindernisse für den Wirtschaftsverkehr und die Kreditwürdigkeit, wie sie durch die Möglichkeit publikationslos eingeräumter Hypotheken beeinträchtigt gewesen waren, beseitigt. Der Unterschied zwischen Dominikalgütern (Herrschaftseigentum) und Rustikalgütern (Bauerneigentum bzw. Bewirtschaftung durch Bauern) blieb jedoch unangetastet (und wurde erst 1848 aufgehoben).
Dem Tractatus wird zugeschrieben, in Österreich endgültig die Spuren des römischen Rechts im Grundbuchsrecht beseitigt zu haben, denn das römische Recht kannte formlose Übereignung oder formlose Grundpfandrechte ohne jede Publizität. Bestimmungen über die technische Einrichtung eines Grundbuches (wie Gutsbestandblatt, Eigentumsblatt und Lastenblatt) enthält der Tractatus aber nur in Ansätzen (§§ 9 bis 12 dieses Titels).

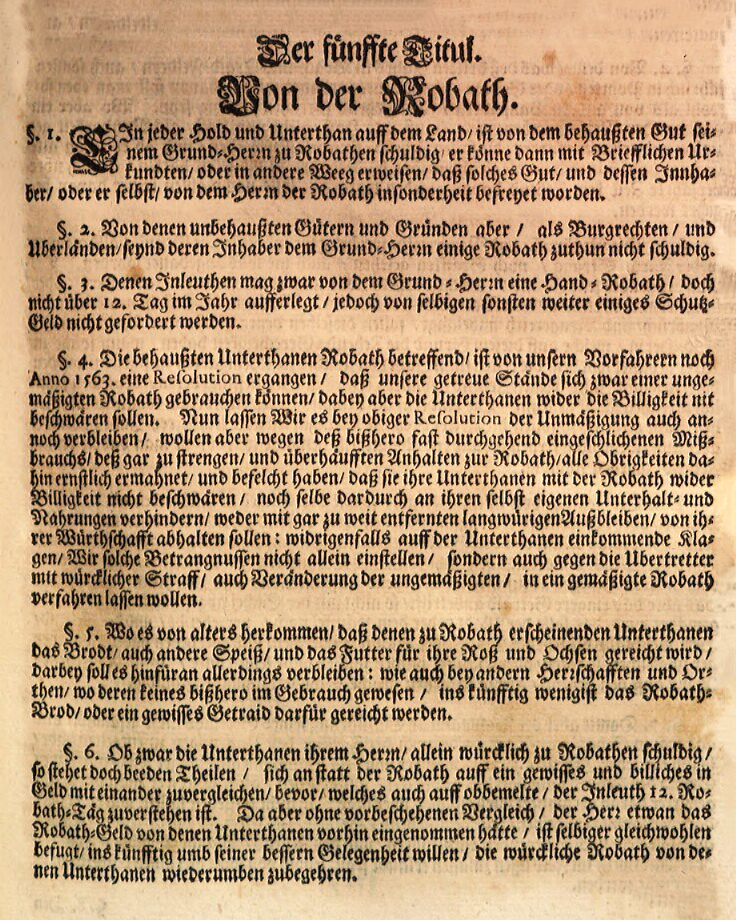
Bestimmungen über die Robot 1679 im Tractatus de iuribus incorporalibus: 12-Tage-Grenze für die Inleute in § 3, Billigkeitsklausel in § 4 Zeile 3, Androhung von Strafen bei Unmäßigkeit im Schlussteil des § 4.

Der Grundherrschaft blieb auch die Gerichtskompetenz erster Instanz. Die Gerichtszuständigkeit erstreckt sich auf die niedrige Gerichtsbarkeit innerhalb des Dachtropfens (Dachtraufrecht, was in weiterer Folge die Entstehung oder Vergrößerung von Burgfrieden als Gerichtsbezirke zumindest erleichterte). Rechtsmittelinstanz ist die (zunächst infolge des Geltungsbereich des Traktatus nur – niederösterreichische) Landesregierung (§ 2) mit Ebene der Landgerichte (denen auch die Blutgerichtsbarkeit oblag), deren Sprengel durch Burgfriede etc. aber sehr zersplittert waren. Allein für Niederösterreich ist das Vorhandensein von mehreren Hundert Landgerichten publiziert.
Die Beibehaltung der Grundherrschaft als erste Gerichtsinstanz wird als Hinweis gesehen, dass die Macht der Stände durch die neue Organisation zwar eingeschränkt, aber an ihrer Basis nach wie vor vorhanden war. Die Aufrechterhaltung des Unterbaus der einst von den Ständen errichteten Landesverwaltung blieb akzeptiert. Das wiederum wird dahin interpretiert, dass die für diese Zeit als Absolutismus dargestellte Regierungsform in Österreich nicht völlig gesichert war und die Stände nach wie vor wichtige Machtpositionen innehatten.
Im 5. Titel wird die Robot behandelt. Dieser Abschnitt gehört (mit Ausnahme einer Verordnung von 1563) zu den ältesten Regelungen dieses Themas für Österreich unter der Enns. Die Grundherrschaft hat ein Recht auf Robot, die Robot ist aber von „Inleuten“ (Mietern o. ä.) nur für 12 Tage jährlich, ansonsten von Bauern(höfen) in billigem (gerechtem, angemessenem, nicht überbordendem) Umfang zu leisten.
Der 6. Titel behandelt das Zehentrecht. Der Zehent hat zwei Arten: der große und der kleine, vom Feld und vom Dorf. Der große zu Feld ist der Traid-Zehent und Wein-Zehent; unter dem Traid (Getreide) sind Weizen, Gerste, Korn (Roggen), Hafer, Arbes (Erbsen), Linsen, Bohnen, Haiden (Buchweizen), Brein (Hirse) und dergleichen zu verstehen. Der kleine Zehent zu Feld besteht in Safran, Kraut, Rüben, Haar (Flachsfasern) und dergleichen. Vom Dorf besteht er in großem und kleinem Vieh, Eiern, Käsen und anderlei Sorten. Zehent wird als Holschuld verstanden, der Berechtigte kann sich beim Verpflichteten (auf dessen Acker usw.) aussuchen, welchen konkreten Teil einer Ernte er als Zehent nimmt (§ 6), der Heimtransport obliegt, falls nichts anderes festgelegt ist, ihm selbst (§ 9). Hausgärten, die „… mehr zum Lust / als Nutzbarkeit geziglet / und erbauet worden / die sollen Zehendfrey gelassen werden …“ (§ 4).
Der 7. Titel das Berg- und Weingartenrecht. Das Berg-Recht ist eine Leistungsverpflichtung in Wein oder auch Geld, das von einem Wein-Garten als Berg-Herr eingenommen wird. Wer einen Weingarten in Acker, Wiese usw. verändert, hat dennoch das Bergrecht zu entrichten (§ 2). Wenn aber ein Weingarten über zwanzig Jahre brach gelegen ist (und darauf sich Weiden, Äcker usw.) befunden haben, ist es nicht mehr gestattet, dort wieder einen Weingarten anzulegen (§ 5).
Der 8. Titel, betrifft das Leibgedinge, das Überlassen eines Grundstückes gegen Gegenleistung an konkrete Personen, ähnlich einer Leibrente.
Der 9. Titel regelt Jagdrecht. Auch die Jagd auf Niederwild ist Bürgern und Bauern im Allgemeinen verboten. Ebenso das Halten einheimischer und wilder Tiere einschließlich Wölfe und Bären. Weitere Bestimmungen betreffen die Verfolgung und das Einfangen von Bienenschwärmen. Der 10. Titel betrifft Fischereirecht und den Umgang mit Fischteichen.
Der 11. Titel betrifft wasserrechtliche Themen wie Anlandung, Abspülung durch fließendes Wasser und die Abgrenzung, ab wann ein so entstandenes neues Stück Land erworben wird (Anwachsen von Bäumen).
Der 12. Titel behandelt das Schatzrecht: Wer einen Schatz findet, dem soll er gehören. Das gilt auch für Straßen und andere öffentliche Orte „… die niemand insonders eigenthumblich zugehören …“. Nach § 2 ist ein Schatz, der auf fremden Grund gefunden wird, zu je einem Drittel zwischen Finder, Grundinhaber und Grund-Obrigkeit zu teilen. Schätze, die durch Zauberei gefunden werden, verfallen aber jedenfalls der „landesfürstlichen Cammer“ und es ist überdies eine Bestrafung wegen Zauberei angedroht. Strafbar ist auch das Verschweigen eines Schatzfundes.
Der 13. Titel behandelt nachbarrechtliche Themen (§ 1: Bauen auf fremden Grund führt zu Eigentum des Grundherren; § 5: Anlage eines Weingartens mit fremden Stecken, die nach Anbinden der Reben nicht mehr entfernt werden dürfen; § 10: schadensverursachende Äste und Wurzeln auf Nachbargrund dürfen ausgerissen und abgehackt werden, wenn dies der Baumbesitzer nicht selbst tut). Der 14. Titel behandelt einzelne Fällen der Schadenersatzpflicht, vor allem die Haftung für Tierschaden, aber auch Verletzungen, die daraus entstehen, dass Fallgruben und ähnliche Fangvorrichtungen ohne Warnung an ungewöhnlichen Orten angelegt werden (§ 8), sind abzugelten.
Der 15. Titel regelt die Entscheidung über strittige Grundmarken (Grenzzeichen, Heranziehung glaubwürdiger alter Leute zur Bestätigung des Grenzverlaufs usw.).
Der 16. Titel behandelt das Servitutenrecht (Nutzung von Wegen, Traufrecht, Mauern an der Grenze, Zutritt zu Brunnen auf fremden Grund, Weg zur Kirche soll wie von alters her bleiben, Ersitzung eines Rechts in 32 Jahren usw.)

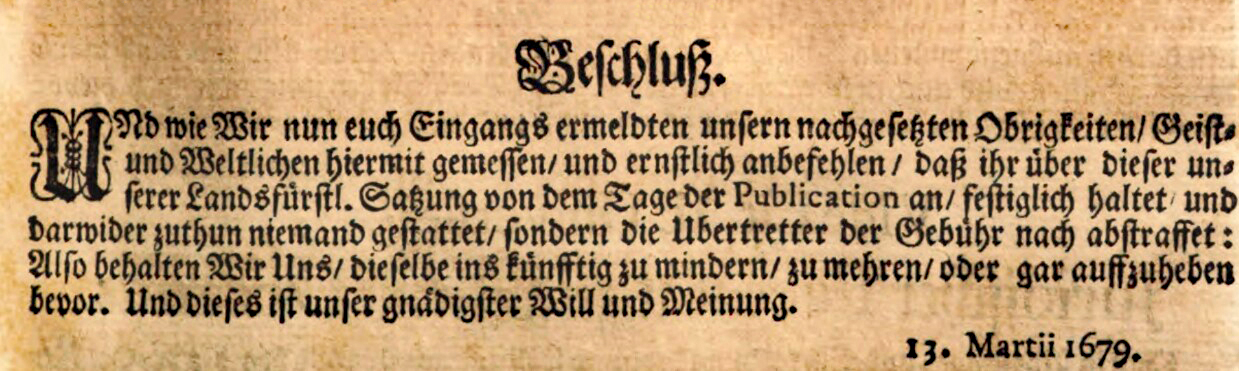
Schlussklausel mit Änderungsvorbehalt, Sanktionsdrohung und Unterzeichnungsdatum durch den Kaiser

Der 17. Titel  betrifft strafrechtliche Materien wie Landfriedensbruch (§ 5: eine Verfolgung ist vorbehalten dem Landesfürsten) und Gewalttätigkeiten und nennt Erschwerungsgründe, die zu einer besonders scharfen Strafe führen sollen (§ 4: in der Öffentlichkeit, gegen die Obrigkeit oder Geistliche, Witwen und Waisen, zu heiligen Zeiten oder in der Nacht usw.), der 18. Titel betrifft Bestimmungen für Injurien sowie verfahrensrechtliche Gesichtspunkte wie die Vertretungsbefugnis (§ 4: der Eltern für ihre Kinder, § 5: des Ehemannes für seine Gattin),  Verzeihung (§ 12: gemeinsames Essen und Trinken nach der Tat macht Klage wegen Injuria unmöglich) oder eine Darstellung des Unterschieds (§ 8) zwischen strafrechtlicher (§ 9: auf Bestrafung durch die Obrigkeit und Widerruf) oder zivilrechtlicher Klage (§ 10: auf Zahlung eines Geldbetrages).

## Wirkung
Der Tractatus gilt, auch wenn er nur eine Zusammenfassung (kodifikatorischer Charakter) älterer Regeln ist, als eine Rechtsquelle am Beginn der Entwicklung des Privatrechts und des Grundbuchrechts in Österreich. Schwerpunkte des Textes sind Grundherrschaft und Grundbuchsführung, es werden aber auch detaillierte Aussagen über das Patronat, die Dorfobrigkeit, das Jagd- und Fischereirecht, das Nachbarrecht und andere Materien getroffen. Dabei handelt es sich um jene Rechtsbereiche, die am häufigsten Anlass zu Streitigkeiten gaben.
Der Tractatus blieb lange Zeit zumindest in Teilen auch außerhalb seines ursprünglichen Geltungsbereichs (Österreich unter der Enns, Niederösterreich) wirksam, so wurde er auch in Innerösterreich angewendet. Die Aussagen zum Patronat wurden in den 1920er-Jahren noch als relevant betrachtet. Das hing damit zusammen, dass neuere Gesetze allfällige Regeln des Tractatus nur für ihren eigenen Geltungsbereich ersetzt hatten und diese Derogation noch nicht für alle Regeln des Tractatus der Fall war. Es ist die Ansicht publiziert, dass Regeln des Patronatsrechtes aus dem Tractatus noch nach 1945 geltendes Recht waren. Unabhängig davon sind Regeln, die den Tractatus als Grundlage haben, seit dem Jahr 2000 keinesfalls mehr anwendbar. Durch das 1. Bundesrechtsbereinigungsgesetz traten alle Rechtsvorschriften des Bundes (die Regeln des Tractatus gehören in diese Kategorie), die vor dem 1. Jänner 1946 kundgemacht wurden und noch als Bundesrecht in Geltung standen, mit Ablauf des 31. Dezembers 1999 außer Kraft. Der Tractatus war auch nicht von den Ausnahmeregeln dieses Gesetzes erfasst.
Allerdings war der Tractatus auch Anlass von neuen Streitigkeiten, z. B. über die Neuanlage von Weingärten, welche durch den Tractatus verboten worden war. Es gab in den folgenden Jahrzehnten immer wieder Anläufe für eine Veränderung, die aber nicht erfolgreich waren. 1748 wurde der Gedanke einer Novellierung des Tractatus wieder aufgenommen, zu einer Neufassung oder Novellierung kam es nicht. Die Arbeiten daran mündeten in die Erstellung des Codex Theresianus und der anderen Gesetzgebungsvorhaben Maria Theresias und Joseph II.
Auch im Strafrecht wirkte der Tractatus weiter, es stimmt z. B. der § 1 des 18. Titels des Tractatus mit dem § 1 des Artikels 100 der Constitutio Criminalis Theresiana fast wörtlich überein.
Die Grundbuchsregeln wurden durch zwei Patente vom 1. September 1765 und 24. Juli 1795 geändert. Beim Zivilrecht ging der Tractatus im ABGB auf, für das einige Regelungen übernommen wurden (so folgt z. B. der aktuelle Inhalt des § 422 Abs. 1 ABGB dem § 10 des 13. Titels im Tractatus).
Noch zwei Jahrzehnte nach dem ABGB erschien eine Ausgabe des Tractatus mit der Begründung, dass zwar alte Regelwerke aufgehoben oder verändert worden wären, aber der Tractatus noch immer als Grundlage wichtig sei. Die seit seinem Inkrafttreten erschienenen zusätzlichen Anordnungen sind in dieser Ausgabe zugänglich.
Weitere Regeln des Tractatus über Rechte und Pflichten der Grundherrschaften (z. B. Gerichtsbarkeit, Grundbuchsführung, Steuereinhebung) blieben bis zu ihrer Aufhebung durch die Grundentlastung in Österreich 1848 bestehen, soweit sie nicht durch andere Rechtsvorschriften abgeschafft oder obsolet wurden (z. B. durch die Bauernbefreiung, Robotpatente, Werbbezirke, Numerierungsabschnitte, Steuergemeinden).

## Textausgaben

Der Text des Tractatus wirkte langfristig
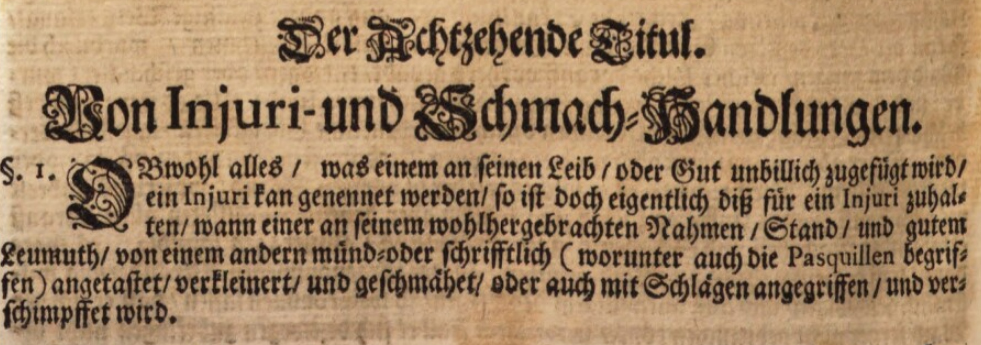
18. Titel des Tractatus, § 1 aus dem Jahr 1679, fast gleichlautend …
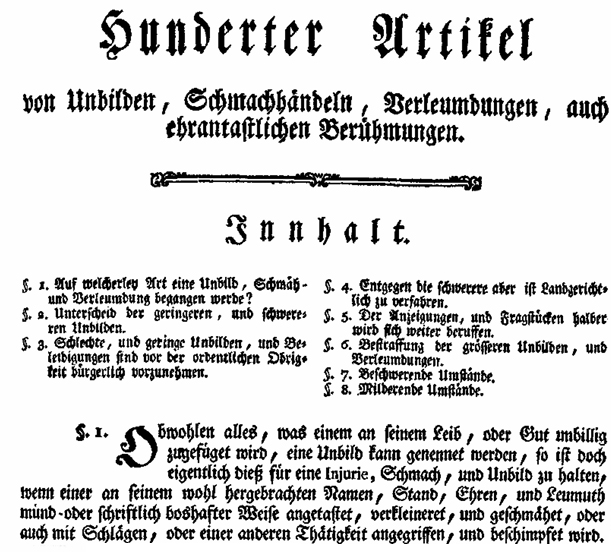
… mit § 1 aus Artikel 100 der Constitutio Criminalis Theresiana, § 1 aus dem Jahr 1768

- Codex Austriacus – in dieser Ausgabe ist der Tractatus nicht unter dem Buchstaben T (des zweiten Bandes) zu finden, sondern unter Buchstabe I (… iuribus incorporalibus) im ersten Band:
  - Franz Anton von Guarient und Raall: Codex Austriacus Teil 1.2 (Leopold I.). Wien 1704, S. 581–607 (digital.onb.ac.at) Randvermerke sind nicht oder nur abgeschnitten erhalten (wegen der mitgescannten Umschlags- und Vorsatzseiten ist die Fundstelle in diesem Scan der Österreichischen Nationalbibliothek abzufragen von S. 595–621). Zitierlink data.onb.ac.at (Abgerufen am 18. April 2024).
  - wie soeben, aber gescannt mit den Randvermerken: doi.org Universitätsbibliothek Heidelberg, Heidelberger historische Bestände – digital (im doi der Universitätsbibliothek Heidelberg ist wegen der mitgescannten Umschlags- und Vorsatzseiten die Seitenangabe um acht erhöht, aber die Suche läuft mit der Seitenzählung des Originals). (Abgerufen am 18. April 2024).
- Johann Georg Ritter von Mösle: Tractatus De Juribus Incorporalibus: Aus dem österreichischen Codex abgedruckt. Wien 1807. Scan-Exemplar der Österreichischen Nationalbibliothek, Zitierlink data.onb.ac.at (Abgerufen am 18. April 2024).
- Anton Engelmayr: Tractatus de juribus incorporalibus vom 13. März 1679 mit den nachfolgenden Gesetzen und Verordnungen bis zum Jahre 1830. Mechitaristen-Congregations-Buchhandlung, Wien 1831. Scan-Exemplar der Österreichischen Nationalbibliothek, Zitierlink data.onb.ac.at (Abgerufen am 18. April 2024).
- Heino Speer: Tractatus De Juribus Incorporalibus 1679, aus: Codex Austriacus (1709) S. 581–607: Elektronische Edition 2012 (Abgerufen am 18. April 2024).